# Nabila Mounib
Nabila Mounib (in arabo نبيلة منيب‎?; Casablanca, 14 febbraio 1960) è un'attivista e politica marocchina.

## Biografia
Nata a Casablanca nel 1960, svolge i propri studi all'Università Mohammed V e in seguito all'Università di Montpellier, dove nel 1985 consegue un dottorato in endocrinologia. Nel corso degli studi milita nel mondo studentesco e si unisce all'Organizzazione dell'Azione Democratica Popolare. Diventa poi insegnante di biologia all'Università Hasan II di Casablanca. Nell'ambito delle proteste del 2011-2012 sostiene il Movimento del 20 febbraio e il boicottaggio del referendum costituzionale del 2011. Fonda nel 2012 il Partito Socialista Unificato, del quale diventa segretaria. Diviene così la prima donna marocchina a capo di un partito politico. Nel corso degli anni seguenti esprime forti critiche nei confronti della monarchia e del governo di Abdelilah Benkirane. Dichiara poi di impegnarsi a realizzare un movimento politico che unisca le principali forze di sinistra del Paese.